# Аллер, Лоуренс Хью
Лоуренс Хью Аллер (англ. Lawrence Hugh Aller; 24 сентября 1913, Такома, США — 16 марта 2003) — американский астроном.

## Биография
В 1936 году окончил Калифорнийский университет в Беркли и с 1937 года продолжал образование в Гарвардском университете. В 1943—1945 годах участвовал в «Манхэттенском проекте» в Калифорнийском университете, в 1945—1948 годах преподавал астрономию в университете штата Индиана, в 1948—1962 годах — профессор астрономии Мичиганского университета, с 1962 года — Калифорнийского университета в Лос-Анджелесе. Член Национальной АН США (1962).
Основные научные работы посвящены теоретическим и спектроскопическим исследованиям атмосфер Солнца и звезд, газовых туманностей, определению содержания химических элементов в космических телах. За период с 1935 по 2004 год опубликовал 346 научных работ.

### На русском языке
- Аллер Л. Астрофизика (В 2-х томах). — М.: Иностранная  литература, 1955-1957.
- Аллер Л., Мак-Лафлин Д.Б. Внутреннее строение звезд. — М.: Мир, 1970.
- Аллер Л., Лиллер У. Планетарные туманности. — М.: Мир, 1971.
- Аллер Л. Атомы, звезды и туманности. — М.: Мир, 1976.